# Décès en décembre 1962
Décès
- 1958
- 1959
- 1960
- 1961
- 1962
- 1963
- 1964
- 1965
- 1966

Pour une information complémentaire, voir la page d'aide.

| Date        | Nom                     | Pays                   | Activités              | Âge | Source |
| ----------- | ----------------------- | ---------------------- | ---------------------- | --- | ------ |
| 15 décembre | Adila Fachiri           | Drapeau de la Hongrie  | Violoniste hongroise.  | 76  |        |
| 28 décembre | Ethel Carnie Holdsworth | Drapeau du Royaume-Uni | Écrivaine britannique. | 76  |        |